# Dasybasis fontanensis
Dasybasis fontanensis är en tvåvingeart som beskrevs av Coscaron 1962. Dasybasis fontanensis ingår i släktet Dasybasis och familjen bromsar. Inga underarter finns listade i Catalogue of Life.